# Sauvagnac
Sauvagnac är en kommun i departementet Charente i regionen Nouvelle-Aquitaine i västra Frankrike. Kommunen ligger  i kantonen Montembœuf som ligger i arrondissementet Confolens. År 2022 hade Sauvagnac 68 invånare.

## Befolkningsutveckling
Antalet invånare i kommunen Sauvagnac
Referens:INSEE